# Stikelkamp
Stikelkamp ist eine Gemarkung in der Gemeinde Hesel im Landkreis Leer in Ostfriesland. Der Stikelkamper Wald bedeckt einen Großteil der Fläche der Ansiedlung. Das dörfliche Leben ist sehr eng mit der benachbarten Gemeinde Neukamperfehn und dem Heseler Ortsteil Beningafehn verzahnt.

## Geschichte

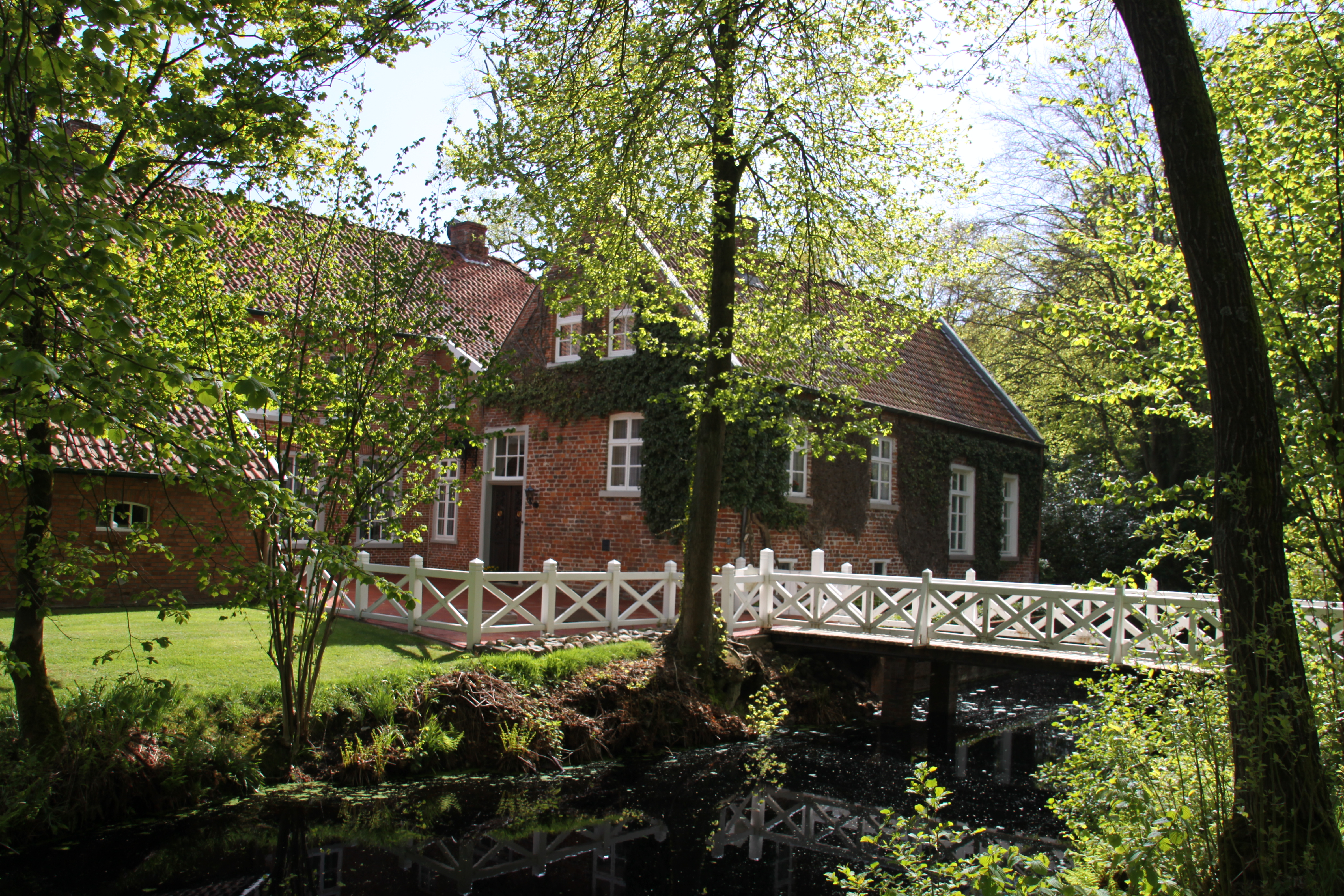
Das Gutshaus

Stikelkamp ist ein ehemaliges Johannitergut und Nonnenkloster, das der Kommende Hasselt unterstand. In der Reformationszeit wurde das Kloster von der Landesherrschaft konfisziert und das Kloster ging damit ein.
Über die entschädigungslose Aneignung der Klostergüter durch den Landesherren gab es den Spruch: „Heiselhusen in Westen und Stikelkamp in Osten, de sind genomen vor snuven und hosten.“
Die Grafen von Ostfriesland verpachteten im Jahr 1522 das Gut an den gräflichen Kanzler Wilhelm Ubben. Der Sohn Joachim Ubbena und dessen Schwester übertrugen das Gut 1561 an ihren Vetter Joest von Diepholt. Der Nachkomme Phillip von Diepholt vertauschte es im Jahr 1663 an Boyung Beninga, Häuptling von Grimersum und Dornum.
Im Jahr 1665 kam es in den Besitz des General-Rentmeisters Leonard Fewen zu Emden. Von diesem ging das Gut an dessen Schwiegersohn, den aus Schottland stammenden Alexander Hume of Manderstone, 5th Earl of Dunbar (1651–1720), der sich in Deutschland Graf Hume of Manderstone nannte. Er hatte unter dem englisch-schottischen König Wilhelm III. von Oranien als niederländischer Reiterhauptmann gedient und wurde später Geheimrat in Aurich. Sein Sohn war Leonard Hume, dessen Sohn Heeres Andries Hume (de jure 7th Earl of Dunbar, geb. 1738). Dessen Schwester Helena Hume of Manderstone (1722–1784) erbte den Besitz; sie heiratete Bebäus Scato Kettwig; ihre Tochter Isabella (1742–1797) heiratete Eger Carl Christian Lantzius-Beninga (1744–1798), einen Sohn des Erhard Thomas Lantzius und der Beatrix Dorothea Beninga aus dem Hause Dornum. Die Familie Lantzius-Beninga bewohnte und bewirtschaftete das Gut bis ins 20. Jahrhundert. Im Jahr 1966 wurde der Landbesitz zwischen den Lantzius-Beninga und der Familie Hullmann geteilt. Das historische Gutsgebäude verfiel anschließend zusehends, da es nur noch als Wohngebäude genutzt wurde. Der Landkreis Leer erwarb das Gut schließlich im Jahr 1971.